# Kronika prowincjonalna
Kronika prowincjonalna (tytuł oryginalny: Kronike provinciale, inny tytuł: Lutjet e dashurisë) – albański–francusko–włoski film fabularny z roku 2009 w reżyserii Artana Minarolliego, na podstawie opowiadania Prowincjonalna historia Ylljeta Aliçki.

## Opis fabuły
Akcja filmu rozgrywa się w małym prowincjonalnym miasteczku na południu Albanii, w okresie transformacji ustrojowej. Do kraju wraca po dłuższej przerwie malarz, który próbuje odnaleźć nić porozumienia z ludźmi, których okres transformacji zmienił nie do poznania. W tej roli wystąpił znany albański skrzypek, od lat mieszkający we Francji, dla którego była to pierwsza przygoda z filmem fabularnym.
Film jest reklamowany jako podejmujący kwestię tolerancji w społeczeństwie albańskim. 
Scenariusz znacząco odbiega od literackiego pierwowzoru. Przedstawienie dylematów uczuciowych muzułmańskiego mułły spotkało się z ostrą krytyką ze strony albańskich muzułmanów i wpłynęło na zasadniczą zmianę scenariusza.
Większość zdjęć do filmu nakręcono w Beracie w 2005.
Premiera filmu zainaugurowała działalność nowej sali kinowej w Tiranie, w podziemiach centrum handlowego Kristal.

## Obsada
- Tedi Papavrami jako malarz
- Arta Dobroshi jako dziewczyna malarza
- Ndriçim Xhepa jako mułła
- Mirush Kabashi
- Margarita Xhepa
- Robert Ndrenika
- Natasha Sela
- Fadil Hasa
- Birçe Hasko
- Vangjel Toçe
- Marko Bitraku
- Sheri Mita
- Agim Qirjaqi
- Aleko Prodani
- Guljelm Radoja